# Howards End (televíziós sorozat)
A Howards End 2017-ben bemutatott brit–amerikai televíziós drámasorozat, mely E. M. Forster Szellem a házban című 1910-es regénye alapján készült. A sorozat írója Kenneth Lonergan, rendezője pedig Hettie MacDonald. A főbb szerepekben Hayley Atwell, Matthew Macfadyen, Philippa Coulthard és Joseph Quinn látható.
A négyrészes sorozat a brit BBC One és az amerikai Starz koprodukciójában készült. Az Egyesült Királyságban 2017. november 12-én, az Amerikai Egyesült Államokban 2018. április 8-án debütált.

## Szereplők

### Főszereplő
| Szerep              | Színész            | Magyar hang         |
| ------------------- | ------------------ | ------------------- |
| Margaret Schlegel   | Hayley Atwell      | Majsai-Nyilas Tünde |
| Henry Wilcox        | Matthew Macfadyen  | Máté Gábor          |
| Helen Schlegel      | Philippa Coulthard | Molnár Ilona        |
| Leonard Bast        | Joseph Quinn       | Halasi Dániel       |
| Charles Wilcox      | Joe Bannister      | Renácz Zoltán       |
| Jacky Bast          | Rosalind Eleazar   | Peller Anna         |
| Tibby Schlegel      | Alex Lawther       | Jéger Zsombor       |
| Evie Wilcox         | Bessie Carter      | Varga Gabriella     |
| Paul Wilcox         | Jonah Hauer-King   | Márkus Sándor       |
| Juley Mund nagynéni | Tracey Ullman      | Frajt Edit          |
| Ruth Wilcox         | Julia Ormond       | Tóth Auguszta       |

### Visszatérő- és vendégszereplő
| Szerep           | Színész             | Magyar hang     |
| ---------------- | ------------------- | --------------- |
| Annie            | Donna Banya         | Vámos Mónika    |
| Dolly Wilcox     | Yolanda Kettle      | Tarr Judit      |
| Miss Avery       | Sandra Voe          | Tóth Judit      |
| Crane            | Gavin Brocker       |                 |
| Percy Cahill     | Miles Jupp          | Tokaji Csaba    |
| Burton           | William Belchambers | Kisfalusi Lehel |
| Nancy            | Hannah Traylen      | Kelemen Kata    |
| Frieda Mosenbach | Leonie Benesch      |                 |

## Epizódok
| Sor. | Év. | Cím       | Rendező          | Író              | Premier            |
| ---- | --- | --------- | ---------------- | ---------------- | ------------------ |
| 1.   | 1.  | Episode 1 | Hettie MacDonald | Kenneth Lonergan | 2017. november 12. |
| 2.   | 2.  | Episode 2 | Hettie MacDonald | Kenneth Lonergan | 2017. november 19. |
| 3.   | 3.  | Episode 3 | Hettie MacDonald | Kenneth Lonergan | 2017. november 26. |
| 4.   | 4.  | Episode 4 | Hettie MacDonald | Kenneth Lonergan | 2017. december 3.  |

## Fordítás
- Ez a szócikk részben vagy egészben  a   Howards End (TV series) című angol Wikipédia-szócikk ezen változatának fordításán alapul.  Az eredeti cikk szerkesztőit annak laptörténete sorolja fel. Ez a jelzés csupán a megfogalmazás eredetét és a szerzői jogokat jelzi, nem szolgál a cikkben szereplő információk forrásmegjelöléseként.